# Ellie Harvie

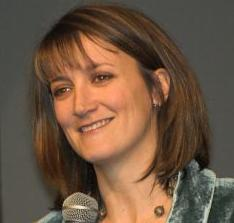
Ellie Harvie (2006)

Elinor Anne Harvie (* 7. April 1965 in Belleville, Ontario, Kanada) ist eine kanadische Schauspielerin, Stand-up-Comedian und Regisseurin. Harvie wurde vor allem durch ihre Rolle als Morticia Addams in der Fernsehserie Die neue Addams Familie international bekannt.

## Leben
Harvie wurde 1965 als Tochter eines Piloten der Kanadischen Streitkräfte und einer Lehrerin geboren. Laut eigener Aussage fasste sie bereits im Alter von drei oder vier Jahren den Entschluss, Schauspielerin zu werden.  Sie wuchs in Saskatchewan und Manitoba auf und besuchte die University of Winnipeg. Nach ihrem Abschluss als „Bachelor of Arts in Political Studies“ zog sie nach Vancouver, wo sie die Vancouver Playhouse Acting School besuchte. Sie entdeckte das Improvisationstheater für sich und schloss sich der Vancouver Theatre Sports League an. Harvie gewann das Just for Laughs Improv Turnier 1995, im Jahr 1998 wurde sie für The Improv Comedy Olympics für den Gemini Award nominiert.
In den 1990er Jahren spielte Harvie einige kleinere Rollen in Fernsehserien und Filmen, bevor ihr mit der Hauptrolle der Morticia Addams in Die neue Addams Familie der internationale Durchbruch gelang. Für diese Rolle wurde sie 2000 mit einem Leo Award in der Kategorie „Beste Performance in einer Musik-, Comedy- oder Varietätenshow oder -serie“ ausgezeichnet. Neben der Schauspielerei ist Harvie als Stand-up-Comedian tätig.
Im Jahr 2017 veröffentlichte Harvie mit dem Kurzfilm Scattered ihre erste Regiearbeit. Der Film wurde auf verschiedenen Festivals wie dem NSI Online Short Film Festival 2017 und dem Nevada Womens Film Fest 2018 gezeigt und mehrfach ausgezeichnet. Telefilm Canada führte Scattered im Rahmen des Programms Canada: Not Short on Talent at Cannes bei den Internationalen Filmfestspielen von Cannes 2017 auf.
Ellie Harvie lebt in White Rock in der kanadischen Provinz British Columbia.

## Auszeichnungen
Harvie wurde sowohl für ihre Schauspielerei, als auch für ihre Regiearbeit mehrfach für Filmpreise nominiert und ausgezeichnet.
Canadian Comedy Award
- 2000: Nominierung in der Kategorie „Television – Performance – Female“ für Die neue Addams Familie

Filmmatic Filmmaker Award
- 2018: Gewinner in der Kategorie „Short-Comedy“ für Scattered

Gemini Award
- 1998: Nominierung in der Kategorie „Best Performance in a Comedy Program or Series“ für The Improv Comedy Olympics
- 2002: Nominierung in der Kategorie „Best Performance by an Actress in a Guest Role in a Dramatic Series“ für Cold Squat

Independent Shorts Award
- 2018: Gewinner in der Kategorie „Best Dark Comedy Short“ für Scattered

Leo Award
- 1999: Nominierung in der Kategorie „Best Lead Performance by a Female in a Dramatic Series“ für Die neue Addams Familie
- 2000: Gewinner in der Kategorie „Best Performance or Host in a Music, Comedy or Variety Program or Series“ für Die neue Addams Familie
- 2003: Nominierung in der Kategorie „Best Supporting Performance by a Female in a Feature Length Drama“ für Croon
- 2004: Nominierung in der Kategorie „Best Performance or Host(s) in a Music, Comedy, or Variety Program or Series“ für The Western Alienation Comedy Hour
- 2006: Nominierung in der Kategorie „Best Guest Performance by a Female in a Dramatic Series“ für The Collector
- 2014: Nominierung in der Kategorie „Best Performance in a Youth or Children's Program or Series“ für Die Spielzeugfabrik
- 2015: Nominierung in der Kategorie „Best Performance in a Youth or Children's Program or Series“ für Brrrzooka
- 2017: Nominierung in der Kategorie „Best Performance in a Youth or Children's Program or Series“ für Die Spielzeugfabrik
- 2018: Nominierung in der Kategorie „Best Short Drama“ für Tom and Grant

Southern Shorts Award
- 2017: Gewinner in der Kategorie „Best Comedy“ für Scattered

## Filmografie (Auswahl)

### Als Schauspielerin
- 1994–1996: Akte X – Die unheimlichen Fälle des FBI (The X-Files) (Fernsehserie, 2 Episoden)
- 1997: Nach gefährlichen Regeln (Exception to the Rule)
- 1997: Poltergeist – Die unheimliche Macht (Poltergeist: The Legacy) (Fernsehserie, 2 Episoden)
- 1997: Skip und die Farm der sprechenden Tiere (Dog's Best Friend)
- 1998: Ein Direktor räumt auf (Principal Takes a Holiday)
- 1998: Leslie Nielsen ist sehr verdächtig (Wrongfully Accused)
- 1998–1999: Die neue Addams Familie (The New Addams Family) (Fernsehserie, 65 Episoden)
- 2002: JAG – Im Auftrag der Ehre (JAG) (Fernsehserie, Episode 7x20)
- 2002: Mein Partner mit der kalten Schnauze 3 (K-9: P.I.)
- 2002: Croon
- 2004: Stargate – Kommando SG-1 (Stargate SG-1) (Fernsehserie, Episode 8x12)
- 2005: Stargate Atlantis (Fernsehserie, 2 Episoden)
- 2006: Das Geheimnis der Meerjungfrau (The Mermaid Chair)
- 2006: The Collector (Fernsehserie, Episode 3x05)
- 2008: Sanctuary – Wächter der Kreaturen (Sanctuary) (Fernsehserie, Episode 1x01)
- 2010: Zahnfee auf Bewährung (Tooth Fairy)
- 2010: Eine total verrückte Bescherung (Battle of the Bulbs)
- 2011: Smallville (Fernsehserie, Episode 10x17)
- 2012: Allein zu Haus: Der Weihnachts-Coup (Home Alone: The Holiday Heist, Fernsehfilm)
- 2013: Emily Owens (Fernsehserie, Episode 1x12)
- 2014–2016: Die Spielzeugfabrik (Some Assembly Required) (Fernsehserie, 45 Episoden)
- 2015–2022: Mit Liebe zum Mord (An Aurora Teagarden Mystery, Filmreihe, 18 Episoden)
- 2017: Joe Finds Grace
- 2017: Rogue (Fernsehserie, Episode 4x02)
- 2018: Eine Reihe betrüblicher Ereignisse (A Series of Unfortunate Events) (Fernsehserie, Episode 2x08)
- 2018: Tom and Grant
- 2022: The Adam Project
- 2023: Game of Love
- 2023: Sealed with a List (Fernsehfilm)

### Als Synchronsprecherin
- 2008: Bratz als „Burdine Maxwell“
- 2009: Coop gegen Kat (Kid vs. Kat)

### Als Regisseurin
- 2017: Scattered